# Magnolia iteophylla
Magnolia iteophylla este o specie de plante din genul Magnolia, familia Magnoliaceae. A fost descrisă pentru prima dată de Cheng Yih Wu, Yuh Wu Law și Yeng Fen Wu, și a primit numele actual de la Hans Peter Nooteboom. Conform Catalogue of Life specia Magnolia iteophylla nu are subspecii cunoscute.